# Кульбейкін Михайло Павлович
Михайло Павлович Кульбейкін (23 листопада 1906, село Ново-Зінов'ївка, тепер Баришського району Ульяновської області, Російська Федерація — 16 квітня 2000, Москва) — український радянський державний діяч, міністр лісової і паперової промисловості Української РСР. Депутат Верховної Ради УРСР 3-го скликання.

## Біографія
Народився в родині робітника лісопильного заводу. Трудову діяльність розпочав у 1920 році ремонтним робітником на Московсько-Казанській залізниці. До 1928 року працював на лісопильних заводах Ульяновської губернії.
З 1928 по 1930 рік служив у Червоній армії.
Член ВКП(б) з 1928 року.
У 1930—1936 роках — студент Ленінградської лісотехнічної академії імені Кірова.
У 1936—1937 роках — заступник начальника Перміловського лісозаводу «Північтрансліс»у Архангельської області.
У 1938—1941 роках — начальник лісового тресту «Дальтрансліс»у в Хабаровському краї РРФСР.
З 1941 по вересень 1943 року — секретар Хабаровського крайового комітету ВКП(б) з лісової, місцевої промисловості і промисловості будівельних матеріалів.
У вересні 1943 — липні 1944 року — інструктор Управління кадрів ЦК ВКП(б).
З липня 1944 по листопад 1946 року — заступник голови виконавчого комітету Кам'янець-Подільської обласної ради депутатів трудящих.
У вересні 1949 — вересні 1950 року — голова виконавчого комітету Кам'янець-Подільської обласної ради депутатів трудящих.
6 вересня 1950 — квітень 1953 року — міністр лісової промисловості Української РСР.
10 квітня 1953 — січень 1954 року — міністр лісової і паперової промисловості Української РСР.
У 1953—1956 роках — заступник міністра лісової і паперової промисловості СРСР. З 1957 року — на відповідальній роботі у Міністерстві лісової і паперової промисловості СРСР.
Автор книги «Наше знакомство с лесной промышленностью Швеции» — Москва—Ленінград: Гослесбумиздат, 1956.
Потім — персональний пенсіонер союзного значення в Москві.